# Toranj (Velika)
Toranj es una localidad de Croacia en el ejido del municipio de Velika, condado de Požega-Eslavonia.

## Geografía
Se encuentra a una altitud de 265 m s. n. m. a 181 km de la capital nacional, Zagreb.

## Demografía
En el censo 2011 el total de población de la localidad fue de 173 habitantes.
| Gráfica de población de Toranj 1857-2011                            |
|                                                                     |
| Según los censos de población de la oficina estadística de Croacia. |